# تپه قلات رش
تپه قلات رش مربوط به دوره اشکانیان - دوره ساسانیان است و در شهرستان پیرانشهر، بخش مرکزی، دهستان پیران، روستای قلاته رش واقع شده و این اثر در تاریخ ۲۵ آبان ۱۳۸۷ با شمارهٔ ثبت ۲۳۵۹۳ به‌عنوان یکی از آثار ملی ایران به ثبت رسیده است.